# Winkelsett
Winkelsett is een gemeente in de Duitse deelstaat Nedersaksen. De gemeente maakt deel uit van de Samtgemeinde Harpstedt in het Landkreis Oldenburg. Winkelsett telt 499 inwoners.
Zie verder: Samtgemeinde Harpstedt.
- MusicBrainz: 4c6d0299-0b0c-4527-8ba4-fe06ddfe4af2
- Virtual International Authority File: 423145857889023021093

Beckeln · 
Colnrade · 
Dötlingen · 
Dünsen · 
Ganderkesee · 
Groß Ippener · 
Großenkneten · 
Harpstedt · 
Hatten · 
Hude (Oldb) · 
Kirchseelte · 
Prinzhöfte · 
Wardenburg · 
Wildeshausen · 
Winkelsett